# زنبور درودگر آویزه‌دار
زنبور درودگر آویزه‌دار (نام علمی: Xylocopa appendiculata) نام یک گونه از سرده زنبور درودگر است.